# مونته‌فلچینو
مونته‌فلچینو (به ایتالیایی: Montefelcino) یک کومونه در ایتالیا است که در استان پزارو و اوربینو واقع شده‌است. مونته‌فلچینو ۳۸٫۷ کیلومترمربع مساحت و ۲٬۸۲۲ نفر جمعیت دارد و ۲۶۰ متر بالاتر از سطح دریا واقع شده.